# Cécile Renault
Cécile-Aimée Renault (Parigi, 1774 – Parigi, 17 giugno 1794) è stata una realista francese, accusata di aver voluto assassinare Maximilien de Robespierre.

## Biografia
Ardente realista come i suoi genitori, era figlia di Antoine Renault, un mercante di carta nel quartiere dell'Île de la Cité. Due dei suoi fratelli, Armand Pascal e Louis Antoine Renault, prestavano servizio al confine, nei battaglioni di Parigi, dall'estate del 1791.
Il 23 maggio 1794, uscì di casa munita di due piccoli coltelli, e si recò presso l'abitazione di Robespierre. Lì giunta, chiese con insistenza ai Duplay di vederlo, ma Robespierre non c'era e il suo atteggiamento apparve sospetto, ricordando Charlotte Corday quando uccise Marat. Arrestata e condotta al cospetto del Comitato di salute pubblica, dichiarò senza paura di odiare il tiranno.
Ciò nonostante, venne condannata a morte insieme con suo padre, suo fratello Antoine-Jacques Renault, commerciante di carta, e anche una sua vecchia zia, Edmée-Jeanne Renault, un'ex religiosa delle Figlie della carità di San Vincenzo de' Paoli. Venne ghigliottinata il 17 giugno 1794, nel luogo in cui adesso sorge la Place de la Nation, a Parigi.